# WebFTP
WebFTP ist eine von einem Webserver angebotene Webanwendung, die den Zugriff auf einen FTP-Server mittels eines Webbrowsers ermöglicht.

## Ziel
WebFTP wird zum selben Zweck angeboten wie ein FTP-Client: nämlich um auf einen entfernten Datei-Server u. a. Dateien hochzuladen bzw. von dort herunterzuladen, um Dateien zu löschen, umzubenennen oder auch um Unterverzeichnisse zu erzeugen und zwischen solchen Verzeichnissen  hin- und herzuwechseln. Es ist dabei unerheblich, ob es sich bei den Dateien um beispielsweise Musikdateien oder um die Dateien einer Webpräsenz handelt.
WebFTP erspart dem Anwender allerdings die Einarbeitung in die Verwendung eines FTP-Clients, insbesondere muss eine derartige Software-Anwendung nicht auf dem lokalen Rechner (also z. B. dem heimischen PC oder dem Mac im Büro) installiert sein. Vielmehr ist die Benutzungsoberfläche eine gewöhnliche Webseite (in der Regel des Webspace-Anbieters) und 
die einzelnen Aktionen werden einfach über einen Klick auf entsprechende Schaltfläche  (Button) neben einer Liste der Dateien des gerade betrachteten Verzeichnisses angestoßen.

## Beispiele
Viele kommerzielle Internet Service Provider bieten WebFTP in Ergänzung zum Internet-Zugang für ihre Kunden an. Der Benutzer kann sich auf diese Weise – häufig kostenlos – eine eigene Webpräsenz anlegen. Die URL ist dabei allerdings keine eigene Domain, sondern ein Unterverzeichnis auf den Webseiten des Internet Service Providers. Es existieren auch kostenfreie, werbefinanzierte Dienste.

## Funktionsweise
Die Verwendung von WebFTP zum Zugriff auf Webspace setzt lediglich ein Benutzerkonto beim betreffenden Webspace-Anbieter (häufig: dem Anbieter des eigenen Internet-Zugangs) 
und einen Webbrowser auf dem eigenen Rechner voraus, um den entfernten Webspace zu verwalten.
Nach Eingabe der Zugangsdaten auf einer Webseite wird eine indirekte Verbindung zum Webspace über einen FTP-Server hergestellt. 
Realisiert sind WebFTP-Clients häufig als PHP-Applikationen.
Die webbasierte Benutzeroberfläche gestattet – neben den wesentlichen Funktionen eines FTP-Clients (z. B. Anlegen von Verzeichnissen, Hoch- und Herunterladen von Dateien) oftmals auch eine direkte Bearbeitung von Textdateien und HTML-Seiten mittels integriertem Content-Management-System. 

## Sicherheitshinweise
WebFTP sollte nach Möglichkeit nur verwendet werden, wenn es sich bei der Verbindung zu der Webseite um eine SSL-verschlüsselte Verbindung handelt, damit Benutzernamen und Passwörter nicht unverschlüsselt im Internet übertragen werden. 
Außerdem ist es ratsam, den WebFTP-Service des eigenen Providers zu nutzen und nicht kostenlose Dienste (vor allem im Ausland) für die Verwaltung eines Kontos auf einem entfernten FTP-Server einzusetzen, da die Zugangsdaten abgespeichert oder kompromittiert und missbraucht werden können.